# Пёс-призрак: путь самурая
«Пёс-призрак: путь самурая» (англ. Ghost Dog: The Way of the Samurai, 1999) — гангстерский фильм режиссёра Джима Джармуша, поставленный им по собственному сценарию. Форест Уитакер играет главного героя, загадочного «Пса-призрака», наемного убийцу, который служит своему хозяину, одному из членов итало-американской мафии. Воин следует древнему кодексу самурая — «Хагакуре» или «Сокрытое в листве», представляющему собой собрание комментариев самурая Ямамото Цунэтомо. «Пёс-призрак: путь самурая» — дань уважения фильму «Самурай» режиссёра Жан-Пьера Мельвиля.

## Сюжет
Наёмный убийца по прозвищу «Пёс-призрак» (Форест Уитакер) живёт в соответствии с бусидо, кодексом чести самурая. Он ведёт уединённый образ жизни, разводит голубей, проводит время в тренировках и чтении «Хагакурэ», собрания изречений самурая Ямамото Цунэтомо, жившего в XVIII веке.
Восемь лет назад Пёс-призрак чуть не погиб в ходе бандитской разборки. Случайно проходивший мимо Луи (Джон Торми), итальянский мафиози, спас ему жизнь. С тех пор Пёс-призрак, объявив себя вассалом Луи, выбирает путь самурая. Он в совершенстве владеет огнестрельным и холодным оружием, разбирается в электронике, и работает на Луи в качестве киллера. Для общения Пёс-призрак использует голубиную почту.
Однажды Рэй Варго (Генри Сильва), босс итальянской мафии города, отдаёт приказ убить Красавчика Фрэнка (Ричард Портноу), с которым сбежала его дочь Луиза (Триша Весси). Луи поручает это Псу-призраку. Вечером тот проникает в квартиру Фрэнка и убивает его, не заметив, что в комнате находится Луиза. Пёс-призрак оставляет Луизу в живых и та отдаёт ему книгу «Расёмон и другие рассказы» Рюноскэ Акутагавы. Узнав о том, что его дочь стала свидетельницей убийства любовника, Рэй Варго приказывает убить Пса-призрака. Мафиози ищут его по всему городу, обыскивая голубятни на крыше, в конце концов находят пустующий дом киллера и убивают всех его голубей. Пёс-призрак решает уничтожить всю «семью» Варго за исключением Луи.
Во время дневной прогулки по городу Пёс-призрак заходит в парк, чтобы повидать своего друга Раймонда (Исаак де Банколе), торгующего мороженым. Раймонд не понимает английский язык, говорит только по-французски, которого не знает Пёс-призрак, но это не мешает друзьям понимать друг друга. В парке Пёс-призрак устанавливает дружеские отношения с Перлин (Камилла Уинбуш), маленькой девочкой, любящей мороженое и книги, и даёт ей почитать взятый у Луизы «Расёмон». В её чемоданчике «Души чёрного народа», «Ветер в ивах», «Ночная сиделка» и «Франкенштейн».
На следующий день Пёс-призрак проникает в особняк Варго и убивает там всех, кроме Луи и Луизы. Ночью он также убивает Сонни Валерио (Клифф Горман), помощника Варго, выстрелив в него через сливную трубу раковины. Утром киллер идёт в парк и отдаёт Раймонду все свои сбережения. Перлин возвращает ему прочитанный «Расёмон», взамен Пёс-призрак отдаёт девочке свою главную книгу — «Хагакурэ». К парку приезжает Луи. Вынужденный мстить за смерть своего босса Варго (позже выясняется, что он действует по приказу Луизы), он вызывает Пса-призрака на дуэль. Тот заявляет, что не может убить своего господина и бросает пистолет, позволяя Луи выстрелить в себя. Перед смертью Пёс-призрак отдаёт Луи книгу «Расёмон».

## В ролях
| Актёр            | Роль                |
| ---------------- | ------------------- |
| Форест Уитакер   | Пёс-призрак         |
| Джон Торми       | Луи Боначелли       |
| Клифф Горман     | Сонни Валерио       |
| Генри Сильва     | Рэй Варго           |
| Триша Весси      | Луиза Варго         |
| Исаак де Банколе | Рэймонд             |
| Камилла Уинбуш   | Перлин              |
| Ричард Портноу   | Красавчик Фрэнк     |
| Виктор Арго      | Винни               |
| RZA              | самурай в камуфляже |
| Гари Фармер      | Никто               |
| Ши Яньмин        | мастер кунг-фу      |

## Музыка к фильму

### Саундтрек
1. Samurai Code Quotation — Форест Уитакер
2. Strange Eyes — Sunz of Man/12 O'Clock/Blue Raspberry
3. 4 Sho Sho — Northstar[англ.]/RZA/Blue Raspberry
4. Zip Code — Black Knights
5. Samurai Code Quotation — Форест Уитакер
6. Cakes — Kool G Rap
7. Samurai Code Quotation — Форест Уитакер
8. Don't Test/Wu Stallion — Suga Bang Bang
9. Walking Through the Darkness — Текита[англ.]
10. The Man — Masta Killa[англ.]/Superb
11. Samurai Code Quotation — Форест Уитакер
12. Walk The Dogs — Royal Fam[англ.]/La the Darkman[англ.]
13. Stay With Me — Melodie/12 O'Clock
14. East New York Stamp — Jeru the Damaja[англ.]/Afu-Ra
15. Samurai Code Quotation — Форест Уитакер
16. Fast Shadow — Wu-Tang Clan
17. Samurai Code Quotation — Форест Уитакер
18. Samurai Showdown — RZA
19. Samurai Code Quotation — Форест Уитакер
20. Willie Williams — Armagideon Time

## Критика
На сайте агрегаторе рецензий Rotten Tomatoes рейтинг одобрения составляет 83 % на основе 100 отзывов. Критики веб-сайта пришли к единому мнению, что фильм представляет собой «новаторскую смесь самурайского и гангстерского образа жизни». Роджер Эберт оценил фильм на 3 звезды из 4, охарактеризовав его как «действительно, очень странный». В обзоре Эберта говорилось, что «Пес-призрак» имел бы больше смысла, если бы персонаж Уитакера был безумным: «В тихом, милом смысле он полностью расстроен и потерял всякую связь с реальностью. Его глубокая печаль, которая пронизывает трогательную игру Уитакера, исходит из его отчуждения от человеческого общества, его одиночество, его попытка оправдать бесчеловечное поведение (убийство) системой убеждений (самурайским кодексом), не имеющей никакого отношения к его жизни или его миру». Джим Хоберман из The Village Voice описал его как «безупречно снятую и сенсационно невозмутимую пародию на фильмы о наемных убийцах и фильмы о мафии».

## Награды и номинации
| Год  | Фестиваль                    | Категория / Награда                                  | Номинанты                 | Результат |
| ---- | ---------------------------- | ---------------------------------------------------- | ------------------------- | --------- |
| 1999 | Каннский кинофестиваль       | Золотая пальмовая ветвь                              | Джим Джармуш              | Номинация |
| 1999 | «Camerimage»                 | Приз «Золотая лягушка» за лучшую операторскую работу | Робби Мюллер              | Номинация |
| 2000 | «Сезар»                      | Приз за лучший иностранный фильм                     | Джим Джармуш              | Номинация |
| 2001 | Кинопремия «Независимый дух» | Премия «Независимый дух» за лучший фильм             | Джим Джармуш, Ричард Гуэй | Номинация |